# Tomoderus volucris
Tomoderus volucris es una especie de coleóptero de la familia Anthicidae.

## Distribución geográfica
Habita en Indonesia.